# Carolyn Jean Spellmann Shoemaker
Carolyn Jean Spellmann Shoemaker, ameriška astronomka, * 24. junij 1929, Gallup, Nova Mehika, ZDA, † 13. avgust 2021
Carolyn Shoemaker je bila vdova po astronomu Eugenu Merleu Shoemakerju.

## Delo
V letu 1980 je pričela z iskanjem asteroidov, ki prečkajo tirnico Zemlje in iskanjem kometov na Kalifornijskem tehnološkem inštitutu v Pasadeni, Kalifornija, ZDA, delovala je tudi na Observatoriju Mt. Palomar v San Diegu, Kalifornija, ZDA.
Do leta 2002 je odkrila 32 kometov in preko 800 asteroidov, nekateri med njimi še nimajo uradne oznake.
Je soodkriteljica znanega kometa Komet Shoemaker-Levy 9 (D/1993 F2), ki je razpadel in njegovi ostanki padli na Jupiter v letu 1994.

## Priznanja

### Nagrade
- Nacionalna akademija znanosti ZDA je njej in njenemu možu Eugeneu leta 1998 podelila medaljo Jamesa Craiga Watsona.